# Rainer Lux
Rainer Lux (* 3. März 1951 in Voßwinkel) ist ein deutscher Politiker der CDU.
Von 1995 bis 2010 war er Abgeordneter des Landtages von Nordrhein-Westfalen und dort Sprecher im Ausschuss für Kommunalpolitik und Verwaltungsstrukturreform.

## Ausbildung und Beruf
Nach dem Abitur im Jahr 1970 studierte Rainer Lux von 1976 bis 1979 an der Fachhochschule für öffentliche Verwaltung Nordrhein-Westfalen mit dem Abschluss als Diplom-Verwaltungswirt. Von 1976 bis 1995 war er Kriminalbeamter bei der Kriminalpolizei in Bielefeld.

## Familie
Rainer Lux hat zwei Kinder.

## Politik
Seit 1969 gehört Rainer Lux der CDU an. Seit 1989 ist er Mitglied im Rat der Stadt Bielefeld, seit 1992 als Fraktionsvorsitzender der CDU. Seit 1995 gehört er dem Landtag Nordrhein-Westfalen an. Für den Landtagswahlkreis Bielefeld II wurde er bei der Landtagswahl in Nordrhein-Westfalen 2005 mit 44,4 Prozent der Stimmen gewählt. Bei der Landtagswahl in Nordrhein-Westfalen 2010 verlor er sein Direktmandat im Wahlkreis und schied aus dem Landtag Nordrhein-Westfalen aus. Seine Nachfolgerin als Wahlkreisvertreterin ist Regina Kopp-Herr (SPD).

## Ehrungen
Im Februar 2018 erhielt Rainer Lux für sein ehrenamtliches Engagement für die deutsch-polnische Verständigung das Bundesverdienstkreuz am Bande.